# Curtiss F11C Goshawk
El Curtiss F11C Goshawk fue un avión de caza biplano naval estadounidense que tuvo un éxito limitado. Era parte de la larga línea de aviones Curtiss Hawk construida por la Curtiss Aeroplane and Motor Company para las fuerzas armadas estadounidenses.

## Diseño y desarrollo

Variante Curtiss XF11C-3 sobre las nubes con el tren de aterrizaje y gancho retraídos.

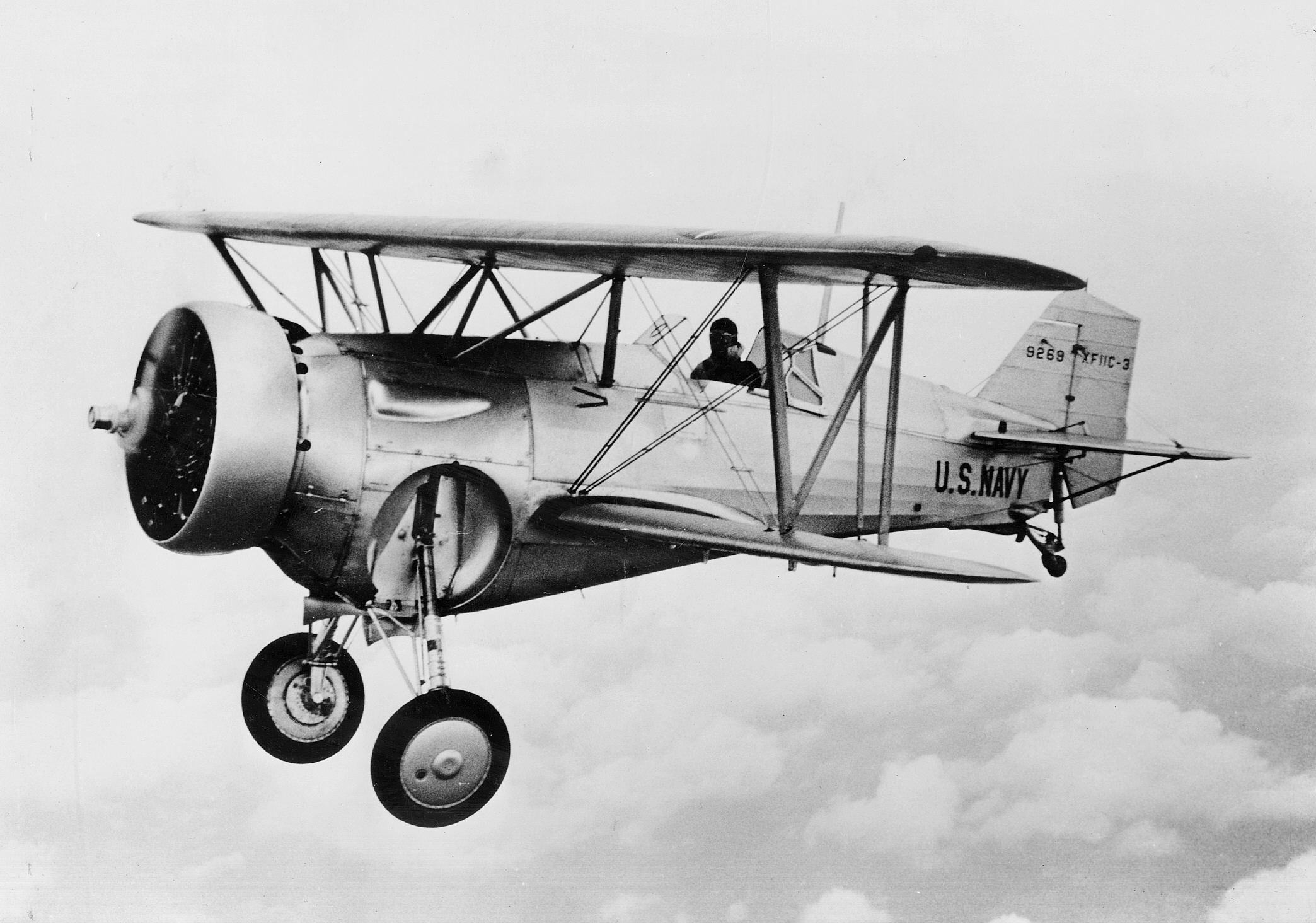
XF11C-3 Goshawk en vuelo de pruebas.

En abril de 1932, cuando Curtiss estaba planeando el Model 35B, la Armada de los Estados Unidos firmó un contrato con el fabricante para desarrollar un derivado mejorado del F6C (Model 34C), como F11C. Incluía importantes cambios, como el motor radial Wright R-1510-98 de 450 kW (600 hp), unidades principales del tren de aterrizaje monopata en voladizo, un pequeño incremento en el hueco interplanar, superficies de control metálicas (en lugar de recubiertas de tela), y un armamento basado en dos ametralladoras fijas de fuego frontal de 7,62 mm complementado por un punto fuerte bajo el fuselaje que soportaba una bomba de 215 kg, o un depósito de combustible auxiliar. Curtiss designó el tipo como Goshawk (Model 64), siendo la designación de la Armada estadounidense XF11C-1 (más tarde XBFC-1 tras la adopción de la categoría BF (Bomber-Fighter, Cazabombardero)). El caza era de construcción metálica recubierta de tela, usaba la estructura de célula alar del desguazado YP-23, y fue entregado en septiembre de 1932.
Poco antes de ordenar el XF11C-1, la Armada había comprado un demostrador Model 64A, propiedad de la compañía. Tenía un motor Wright R-1820-78 Cyclone, patas del tren de aterrizaje ligeramente más largas, llevando ruedas con neumáticos de baja presión, una rueda de cola el lugar de patín, superficies de control recubiertas de tela, y provisión externa de soportes subalares para bombas, así como un punto de anclaje bajo el fuselaje para un depósito de combustible de 189 l o la horquilla que lanzaba una bomba por fuera del disco de la hélice antes de soltarla en un bombardeo en picado.
Las pruebas de vuelo de este XF11C-2 (más tarde redesignado como XBFC-2) revelaron la necesidad de aplicar una serie de cambios menores. Tras serle realizados, el XF11C-2 llegó a ser considerado como el prototipo del F11C-2, del que se ordenaron 28 ejemplares como cazabombarderos bitarea, en octubre de 1932.
Desde marzo de 1934, los aviones fueron revisados con una cabina semicerrada y una serie de otras modificaciones, antes de que recibieran la designación revisada BFC-2, en reconocimiento a su capacidad como cazabombardero o, como diría la Armada, bombardero-caza. El último avión del contrato del XF11C-2 fue convertido en el prototipo XF11C-3, que incorporaba un motor más potente R-1820-80 y un tren de aterrizaje retráctil operado manualmente.

## Historia operacional

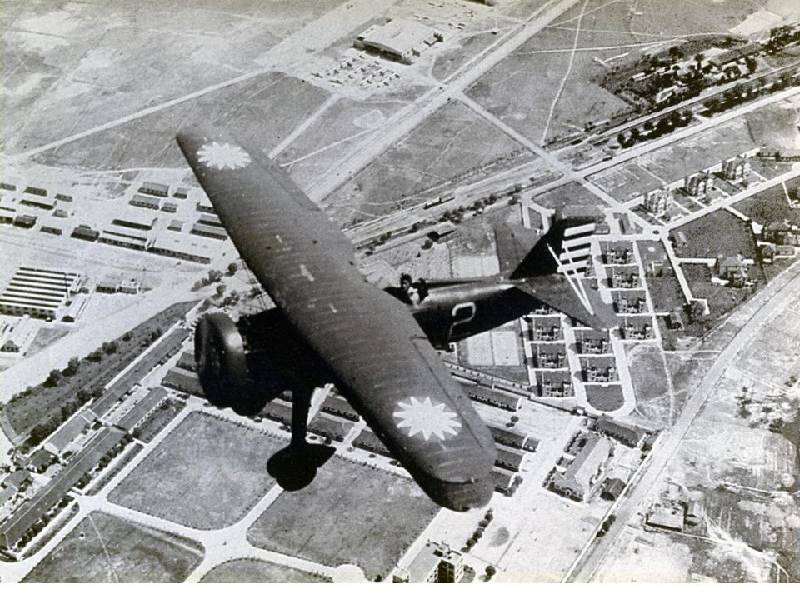
F11C/Hawk II chino durante la Segunda Guerra Mundial.

Las únicas unidades de la Armada estadounidense que operaron el F11C-2 fueron el famoso "High Hat Squadron", VF-1B, a bordo del portaaviones Saratoga, y el VB-6, asignado brevemente al Enterprise. En marzo de 1934, cuando los aviones fueron redesignados BFC-2, el "High Hat Squadron" fue renombrado VB-2B, y luego VB-3B, reteniendo sus BFC-2 hasta febrero de 1938. El VB-6 nunca embarcó realmente en el Enterprise con los bombarderos BFC.
El F11C-2 Goshawk fue producido en dos versiones de exportación como caza, el Hawk I y el Hawk II. Esencialmente un XF11C-2 modificado, el Hawk II estaba equipado con un Wright R-1820F-3 Cyclone de 530 kW (710 hp) a 1676 m (5499 pies) y con 356 l de combustible, mientras que el Hawk I tenía 189 l de combustible interno. Ambas versiones llevaban el mismo armamento que el F11C-2 de producción. Solo el Hawk II fue exportado en cantidad, recibiendo Turquía las entregas, como primer cliente, el 30 de agosto de 1932. Colombia realizó una orden a finales de octubre del mismo año, recibiendo un lote inicial de cuatro Hawk II equipados con flotadores, los primeros de un total de 26 cazas con flotadores entregados a finales de julio de 1934. La Fuerza Aérea Colombiana usó Hawk II y F11C-2 con flotadores en la guerra colombo-peruana de 1932-1933. Nueve Hawk II fueron suministrados a Bolivia, de los que tres ejemplares tenían tren de aterrizaje intercambiable de ruedas/flotadores y que fueron empleados en acción durante la Guerra del Chaco contra Paraguay; cuatro fueron entregados a Chile, otros cuatro a Cuba, dos a Alemania, uno a Noruega y 12 a Tailandia como Hawk III.
La Fuerza Aérea China Nacionalista recibió 52 F11C como Hawk II y combatió contra los japoneses durante la segunda guerra sino-japonesa. El líder de escuadrón de Hawk II Capitán Chan Kee-Wong del 28th Squadron, 5th Fighter Group, basado en la Base Aérea de Chuyung para la defensa de Nankín al comienzo de la guerra contra la invasión japonesa Imperial, reclamó parcialmente el derribo de un bombardero medio-pesado Mitsubishi G3M, el 15 de agosto de 1937. Él y la mitad de su escuadrón pronto fueron desplegados a Taiyuan, en el frente norte de la guerra en China, y derribaron al Comandante Hiroshi Miwa (antiguo instructor militar del cuerpo aéreo del ejército de la Camarilla de Fengtian del Mariscal Zhang), jefe del 16 Hiko Rentai, 1 Daitai de cazas Kawasaki Ki-10, durante la batalla de Taiyuan. Fue el principal campo de batalla del F11C en la Segunda Guerra Mundial.
Los Hawk III tailandeses entraron en combate durante la Segunda Guerra Mundial, incluso contra la Real Fuerza Aérea. El 8 de abril de 1944, un Hawk III tailandés fue derribado por un Bristol Beaufighter del No. 211 Squadron de la RAF sobre Lamphun, escapando en paracaídas el piloto del avión abatido.

## Variantes
XF11C-1 (Model 64)
Primer prototipo, derivado del F6C Hawk, redesignado XBFC-1.
XF11C-2 (Model 64A)
Segundo prototipo, redesignado XBFC-2.
F11C-2 (Model 64A)
Versión de producción, redesignada BFC-2, 28 construidos.
XF11C-3 (Model 67)
Un F11C-2 equipado con tren de aterrizaje retráctil y R-1820-80 de 520 kW (700 hp), más tarde redesignado como cazabombardero XBF2C-1.
BFC-2 Hawk
Redesignación del F11C-2.

## Operadores
Alemania

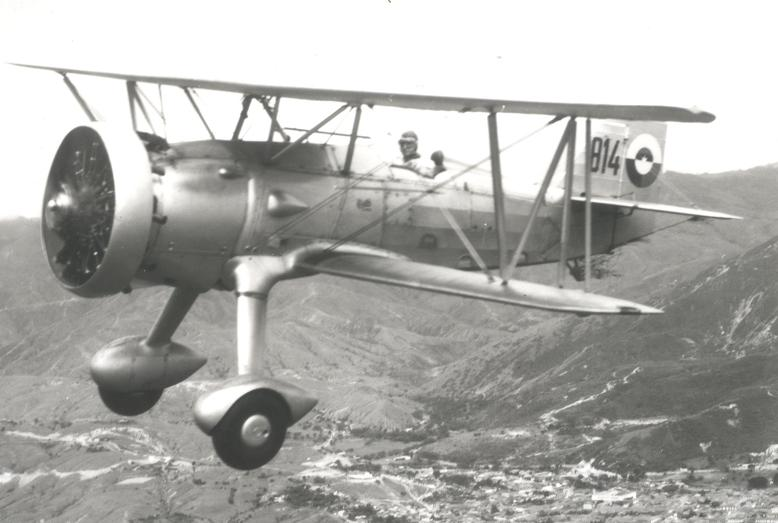
Hawk II (F11C) de la Fuerza Aérea Colombiana, durante la Campaña de Güepí.

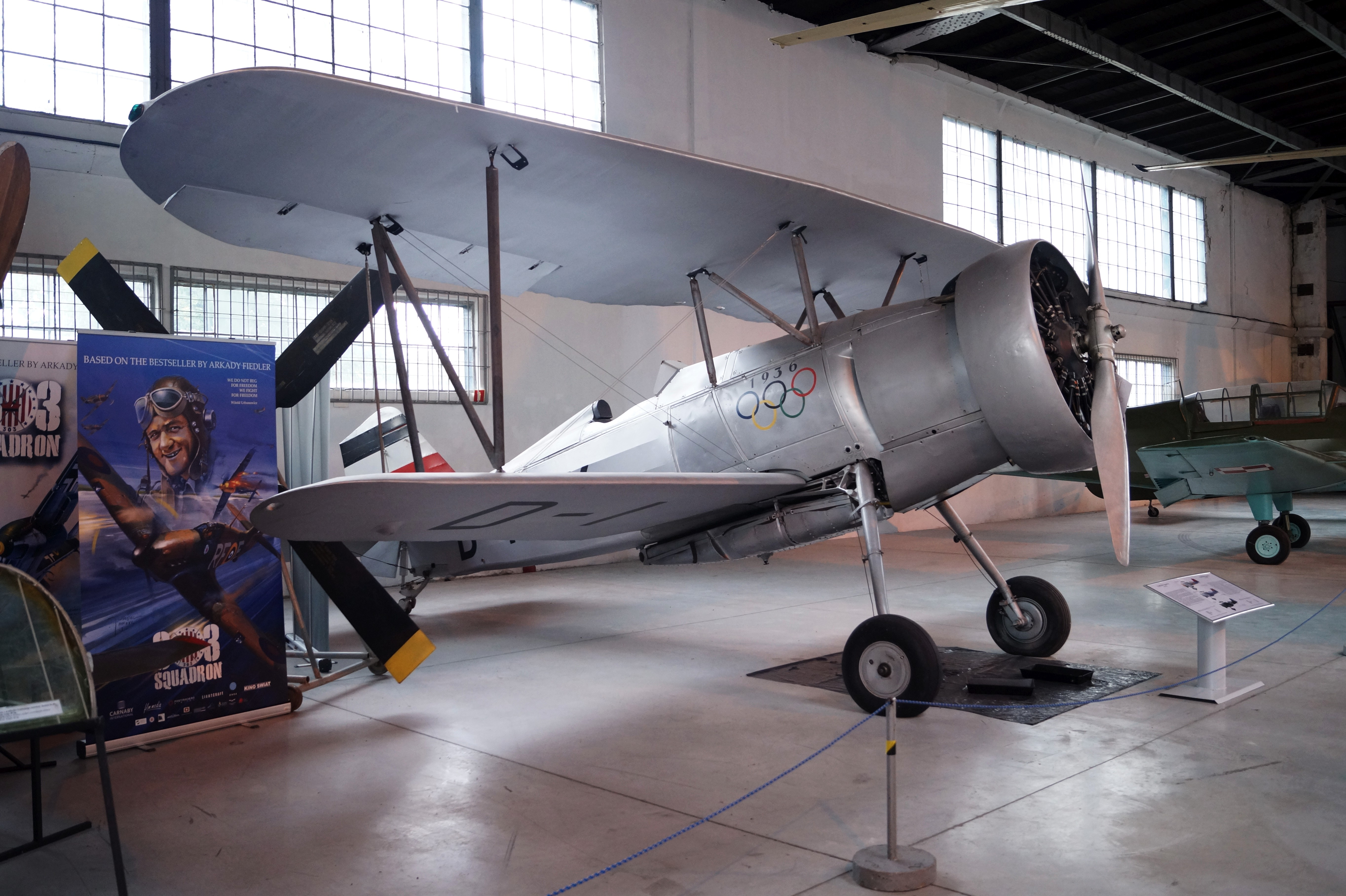
Curtiss Hawk II (D-IRIK) de Udet en exhibición en el Museo Polaco de Aviación.

- Dos aviones comprados por Alemania para evaluación. Uno de ellos, el D-3165, fue probado con flotadores.

 Bolivia
- Fuerza Aérea Boliviana

 Chile
- Fuerza Aérea de Chile

 República de China
- Fuerza Aérea China Nacionalista

 Colombia
- Fuerza Aérea Colombiana: usado en la guerra colombo-peruana.

 Cuba
- Fuerza Aérea de Cuba

 Estados Unidos
- Armada de los Estados Unidos: operó 28 avioes en el escuadrón VF-1B, volando desde el portaaviones Saratoga.

 Noruega
- Real Fuerza Aérea Noruega: un avión comprado para evaluación.

 Perú
- Marina de Guerra del Perú: tres aviones con flotadores fueron comprados en marzo de 1933. Se compraron cuatro máquinas adicionales en 1934.

 Tailandia
- Real Fuerza Aérea Tailandesa

 Turquía
- Fuerza Aérea Turca

## Supervivientes
Durante la primavera de 1933, Franz Muller, que era un dirigente del Ministerio del Aire del Reich, informó a Göring que Udet le había pedido autorización para comprar dos Goshawk para realizar pruebas de bombardeo en picado. Göring autorizó los fondos, a través de la Embajada Alemana en Washington D. C. En octubre del mismo año, los dos aviones llegaron a Bremerhaven a bordo del trasatlántico SS Europa. Udet usó uno de estos Goshawk (matriculado D-IRIK) en exhibiciones acrobáticas realizadas durante los Juegos de Verano de 1936; el avión sobrevivió a la guerra, fue encontrado finalmente en un campo cerca de Cracovia, y actualmente está en exhibición en el Museo Polaco de Aviación.
Hay un BFC-2 en el National Museum of Naval Aviation en la NAS Pensacola, Florida.
Un Hawk III, el único existente, ha sido restaurado por el Royal Thai Air Force Museum. El avión en exhibición está pintado con la insignia Hanumán, que lo identifica como perteneciente al Ala 4. El Hawk III sirvió en la RTAF entre 1934 y 1949.

## Especificaciones (F11C-2, BFC-2)
Referencia datos: Curtiss Aircraft 1907–1947, The Complete Encyclopedia of World Aircraft

### Características generales
- Tripulación: Uno (piloto)
- Longitud: 6,9 m (22,6 ft)
- Envergadura: 9,6 m (31,5 ft)
- Altura: 3 m (9,7 ft)
- Superficie alar: 24,3 m² (261,6 ft²)
- Perfil alar: raíz: Clark Y; punta: Clark Y[13]
- Peso vacío: 1378 kg (3037,1 lb)
- Peso cargado: 1874 kg (4130,3 lb)
- Planta motriz: 1× motor radial de nueve cilindros refrigerado por aire Wright R-1820-78 Cyclone.
  - Potencia: 450 kW (620 HP; 612 CV)
- Hélices: Tripala metálica

### Rendimiento
- Velocidad máxima operativa (Vno): 325 km/h (202 MPH; 175 kt)
- Velocidad crucero (Vc): 240 km/h (149 MPH; 130 kt)
- Alcance: 840 km (454 nmi; 522 mi)
- Techo de vuelo: 7700 m (25 262 ft)
- Régimen de ascenso: 12 m/s (2362 ft/min)

### Armamento
- Ametralladoras: 

  - 2x Browning M1919 de 7,62 mm sincronizadas fijas en el fuselaje delantero
- Bombas: 

  - 1 de 215 kg en el punto de anclaje bajo el fuselaje o
  - 2 de 53 kg bajo las alas inferiores

### Desarrollos relacionados
- Curtiss F6C Hawk

### Secuencias de designación
- Secuencia Numérica (interna de Curtiss): ← 61 - 62 - 63 - 64 - 66 - 67 - 68 →
- Secuencia F_C (Cazas de la Armada estadounidense, 1922-1962 (Curtiss, 1922-1962)): ← F8C - F9C - F10C - F11C - F12C - F13C - F14C →
- Secuencia BF_C (Cazabombarderos de la Armada estadounidense, 1934-1937 (Curtiss, 1922-1962)): BFC - BF2C

### Listas relacionadas
- Anexo:Aeronaves militares de los Estados Unidos (navales)